# 가회면
가회면(佳會面)은 대한민국 경상남도 합천군의 면이다. 대병면, 삼가면과 산청군 신등면, 차황면과 경계를 접하고 있고, 관광지로는 황매산군립공원이 있다. 합천의 남부로 진주생활권에 속하며, 쌀, 밤, 한우 등 친환경농업이 발달해 있다.

## 행정 구역
- 월계리
- 외사리
- 장대리
- 오도리
- 둔내리
- 중촌리
- 함방리
- 덕촌리
- 도탄리

## 교육
- 가회초등학교
- 가회중학교

## 문화
- 황매산철쭉제

## 특산물
- 황매산골짝쌀
- 메밀국수
- 감자국수